# ورد زراماغي
ورد زراماغي (الاسم العلمي:Rosa zaramagensis) هو نوع من النباتات يتبع جنس الورد من الفصيلة الوردية. 